# Husarenstein (Hüffenhardt)

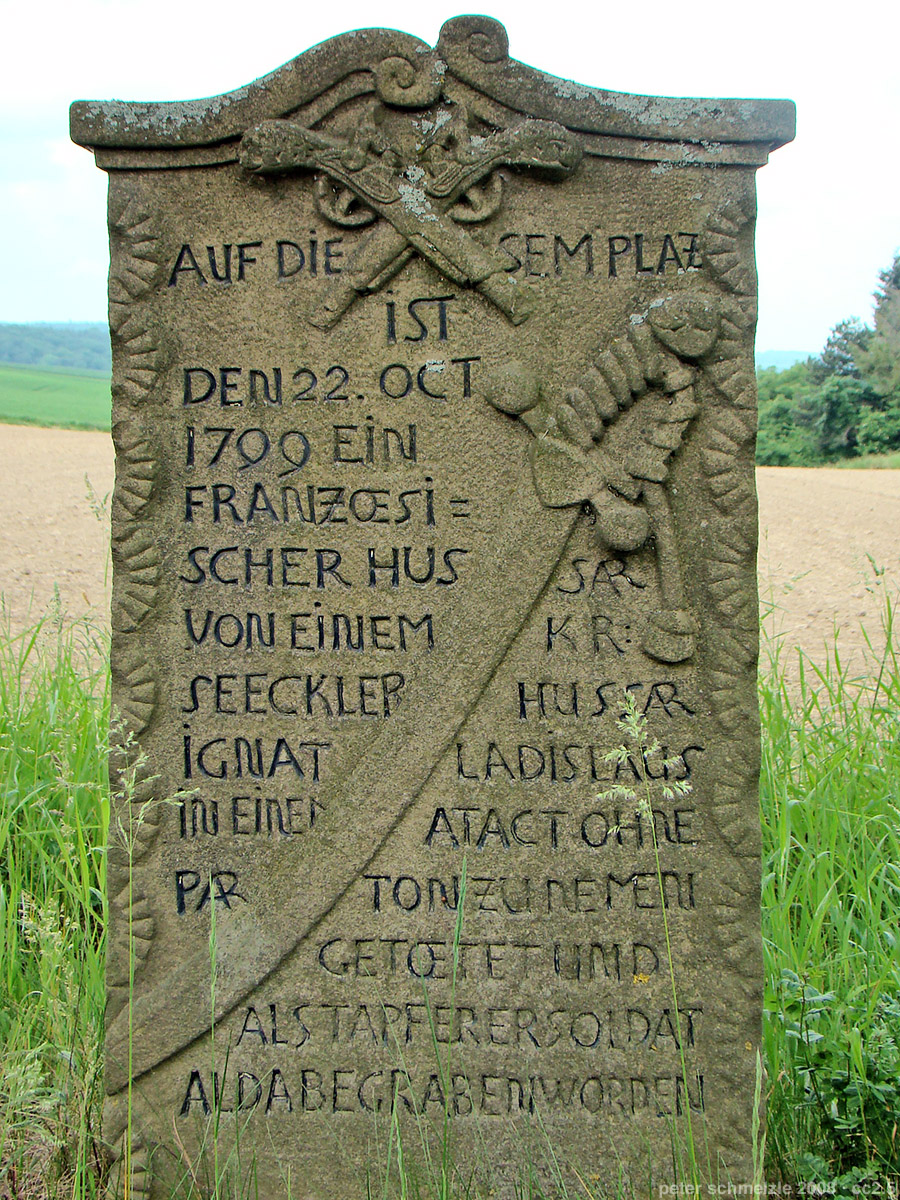
Husarenstein

Der Husarenstein (auch Franzosenstein) bei Hüffenhardt im Neckar-Odenwald-Kreis in Baden-Württemberg ist ein Kleindenkmal, das an einen 1799 getöteten französischen Husaren erinnert.

## Geschichte
Der Stein an der Straße zwischen Siegelsbach und Hüffenhardt erinnert an einen französischen Husaren, der am 22. Oktober 1799 im Zweiten Koalitionskrieg bei den Kämpfen zwischen Österreichern und Franzosen getötet worden war.
Die Inschrift des Steins lautet: AUF DIESEM PLAZ IST DEN 22. OCT. 1799 EIN FRANZOESISCHER HUSSAR VON EINEM K. K. SEEKLER HUSSAR IGNAT. LADISLAUS IN EINEM ATACT OHNE PARTON ZU NEMEN GETOETET UND ALS TAPFERER SOLDAT ALDA BEGRABEN WORDEN. In der Gemeindechronik des Ratsschreibers T. Flachser ist die Episode auch vermerkt. Dort steht zu lesen, dass der Szekler Husar, der Gefreite Ignatius Ladislaus aus Siebenbürgen, der auf Seiten Österreichs kämpfte, dem französischen Husaren an der bezeichneten Stelle den Kopf zerspalten habe. Die beiden örtlichen Totengräber haben den Getöteten dann in Anwesenheit der Szekler Husaren und der Pfälzischen Truppen begraben. Ein Wachtmeister der Szekler Husaren hielt die Totenrede und bezeichnete den Getöteten als guten Soldaten. Anschließend wurde der Stein als Epitaph gesetzt.

## Sagen
Diese außergewöhnliche Ehrung eines getöteten Gegners beflügelte die Fantasie der Sagenerzähler, so dass weit über den tatsächlichen historisch verbürgten Ablauf hinausgehende Erzählungen Eingang in Sagensammlungen gehalten haben. Der Husarenstein ist Gegenstand von Sagen im Kurpfälzer Sagenborn von Jakob Bernhard (erschienen in Heidelberg 1933) und in den Sagen vom Rhein zum Main von Reinhard Hoppe (erschienen in Bühl 1958). Die Sage macht aus dem Franzosen einen Gefangenen, der den Österreicher meuchlings habe erschießen wollen. Der anschließende strafende Todesstoß mit dem Säbel wird in der Sage noch mit einer Sprachverwirrung ausgeschmückt. Und schließlich soll der Sage zufolge der Österreicher in dem Franzosen sogar seinen eigenen Bruder entdeckt haben.